# Neurigona centralis
Neurigona centralis är en tvåvingeart som beskrevs av Yang och Saigusa 2001. Neurigona centralis ingår i släktet Neurigona och familjen styltflugor.
Artens utbredningsområde är Yunnan (Kina). Inga underarter finns listade i Catalogue of Life.